# 汕頭駅
汕頭駅は、中国広東省汕頭市龍湖区に位置する、梅仙線の駅である。 この駅は現在、中国鉄路広州局集団公司の管轄下にある一等駅であり、旅客業務を扱っている。

## 歴史

### 開業初期
汕頭駅は梅汕線の終点として1993年12月28日に着工し、1995年12月28日の同路線の開通に伴い旅客営業を開始した。その後1997年11月18日には西口駅舎の供用が開始された。 開業当初は大変混雑していたが、高速道路網の整備により、2000年以降は一時利用客数が減少傾向にあった。 

### CRH型電車列車の運用開始
2006年に廈深線が計画された際、当駅から廈深線の本線までを繋ぐ連絡線が計画された。 この計画は2013年9月6日に承認され、2015年5月10日に正式に建設工事が開始された。同時に、駅構内の電化とホーム改修が行われた。 2018年12月31日にこれらの事業が完了し、汕頭駅から広州東・深圳へ向かうCRH型列車が新たに運行を開始した。2019年5月には、更なる駅の改修事業が始まり、既存のホームを嵩上げすると同時に、駅舎とホームを結ぶ新しい跨線橋を建設する工事が行われた。 

### 新駅舎建設
旅客需要増加に伴い、2022年からは新たに東口駅舎の建設が始まった。1期目の工事では東口駅舎である新たな駅ビルの建設、2期目の工事では既存の西口駅舎の改装と増築、東西の駅舎の連結が行われた。 東口駅舎は2024年1月に構造躯体が完成、6月には外装工事が完了し、同年9月20日から供用が開始された。 

## 駅構造

### 西口駅舎
1997年供用開始。駅舎の高さは45mであり、駅施設のほか、ショッピングモールやオフィスビル、ホテルなども併設されている。 切符売り場は駅東側にあり、5つの有人窓口と8台の券売機が設置されている。待合室は広さ3000m²で400席のベンチが完備されており、その他特別な待合室もある。 西口駅舎に隣接するホームは2面4線であり、ホームと待合室の間は地下道で接続されている。

### 東口駅舎
2024年9月20日に供用が開始された。ホームは11面24線であり、梅仙線の列車が発着する4面10線の他、開業予定である甬広高速鉄道に4面9線、粤東都市間鉄道3面5線が割り当てられている。 

## 運行状況
2025年1月5日現在、汕頭駅からは広州、深圳、湛江といった省内主要都市へ向かう列車の他、香港、武漢、張家界、桂林、南昌、杭州、寧波といった各地へ向かう列車が設定されている。 当駅と広州の間は高速列車で2時間から3時間程度、深圳との間は2時間程度である。2025年の春節旅行期間中、汕頭駅の旅客の流れは増加し続け、1月25日に到着した乗客数は38,900人、2月4日に乗客数は51,000人で、駅の開業以来最高となった。

## 参考資料
1. ↑  汕头市地方志编纂委员会 (编). 第五节 铁路 (PDF). 汕头市志（1979~2000）上册. 广州: 广东人民出版社. 2013: 241 [2024-09-21]. ISBN 978-7-218-09295-9. https://dfz.gd.gov.cn/dfz//book/2611503d01fb4fe1ba42b7ed5f374ea6/95.pdf
2. ↑  《汕头市龙湖区志》编纂委员会 (编). 第四节 铁路交通 (PDF). 汕头市龙湖区志（1979~2003）. 广州: 花城出版社. 2013: 241 [2024-09-21]. ISBN 978-7-5360-6784-4.https://dfz.gd.gov.cn/dfz//book/5c45218fc12e4055bcdc0d159bad8f5a/375.pdf
3. ↑  吴哲. 拥抱高铁时代 22载汕头火车站升级. 南方日报. 2017-09-08 [2024-09-21]. （原始内容存档于2024-09-21） –通过新浪新闻.http://news.sina.com.cn/c/2017-09-08/doc-ifyktzim8723942.shtml
4. ↑   广梅汕铁路增建第二线及厦深联络线工程备忘录. 汕头日报. 2019-01-01 [2024-09-21]https://strb.dahuawang.com/content/201901/01/c6018.htm
5. ↑  徐景明. 动车两年后开进汕头市区 厦深铁路联络线明年动工. 厦门日报. 2013-12-17 [2024-09-21]http://news.nfdaily.cn/content/2013-12/18/content_87539217.htm
6. ↑  魏盼生. 厦深铁路汕头联络线打下第一桩. 汕头日报. 2015-05-14 [2024-09-21]http://cnews.chinadaily.com.cn/2015-05/14/content_20716514.htm
7. ↑  魏盼生. 汕头火车站站房实施改造. 汕头日报. 2018-07-26 [2024-09-21]https://strb.dahuawang.com/col/201807/26/col01.htm
8. ↑  胡泽强. 汕头火车站站台及扶梯改造开工建设. 汕头电视台. 2019-05-16 [2024-09-21]https://pc.nfnews.com/1884/2226267.html
9. ↑  何俊杰. 探访侨乡汕头站新站房：潮汕特色浓 粤东融“湾”加速. 何俊杰. 2023-09-10 [2024-09-21]http://www.chinanews.com.cn/sh/shipin/cns-d/2023/09-10/news969798.shtml
10. ↑  蔡晓丹. 汕头站新建东站房迎新节点. 汕头日报. 2023-08-24 [2024-09-21]https://www.dahuawang.com/shantou/content/202308/24/c126881.html
11. ↑  张晓宜. 最新进展！新建汕头站一期工程金属屋面惊艳亮相. 南方日报. 2024-01-25https://pc.nfapp.southcn.com/87/8540922.html
12. ↑  张晓宜. 滚动｜迈向新征程！新汕头站举行启用活动. 南方日报. 2024-09-20https://pc.nfnews.com/87/9853844.html
13. ↑  张尚武. 汕头火车站综合站房设计. 时代建筑. 1996, (04): 49-51 [2024-09-21]https://www.cnki.com.cn/Article/CJFDTotal-SDJZ199604016.htm
14. ↑   陆晖斐. 汕头站又增设四台自动取票机，市民出行取票更便捷啦！. 汕头电视台. 2019-01-31https://pc.nfnews.com/1333/1895158.html
15. ↑   汕头火车站站房改造基本完成 各项服务设施达到高铁站标准. 汕头电视台. 2018-12-21 [2024-09-21]https://st.newhouse.fang.com/2018-12-21/30861015.htm
16. ↑  汕头火车站站房改造基本完成 各项服务设施达到高铁站标准. 汕头电视台. 2018-12-21 [2024-09-21]https://st.newhouse.fang.com/2018-12-21/30861015.htm
17. ↑  张晓宜. 怎样去新建汕头站乘高铁！乘车购票指引来了→. 南方日报. 2024-09-18 https://pc.nfnews.com/87/9783517.html
18. ↑  https://shike.gaotie.cn/mzhan.asp?page=1&zhan=%C9%C7%CD%B7
19. ↑  https://shike.gaotie.cn/lieche.asp?from=%C9%C7%CD%B7&to=%B9%E3%D6%DD
20. ↑  https://shike.gaotie.cn/lieche.asp?from=%C9%C7%CD%B7&to=%C9%EE%DB%DA
21. ↑  蔡晓丹. 2025年春运圆满收官 汕头站与汕汕高铁客流双双创新高. 汕头融媒集团. 2025-02-22 https://sttv42-static.strtv.cn/html/static/2025/2/22/4854981.html